# Detritivora nicolayi
Detritivora nicolayi is een vlindersoort uit de familie van de prachtvlinders (Riodinidae), onderfamilie Riodininae.
Detritivora nicolayi werd in 2001 beschreven door Hall, J & Harvey.